# Juan Arderius y Banjol
Juan Arderius y Banjol (Figueras, 1841-Lloret de Mar, 1923) fue un veterinario, político y periodista español.

## Biografía
Nació el 25 de septiembre de 1841 en Figueras. Republicano, llegó a ser alcalde de Figueras durante el sexenio democrático. Arderius, que publicó obras higienistas y se interesó por las vacunas y la tuberculosis, participó en la redacción de la obra Historia crítica de los hombres del republicanismo catalán en la última década (1905-1914).Falleció el 28 de diciembre de 1923 en Lloret de Mar.